# Cselló
A cselló (gordonka, kisbőgő) egy nagy hangterjedelmű, basszus fekvésű vonós hangszer, és hasonlóan e hangszercsalád (hegedűcsalád) többi tagjához, vagyis a hegedűhöz, a brácsához és a nagybőgőhöz, ez a hangszer is négy húrral rendelkezik, melyek kvint távolságra vannak egymástól. A nagybőgő és a mélyhegedű közt a középső helyet foglalja el alakjára és hangterjedelmére nézve.
A legmélyebb húr a C, melyet a G, a d és az a húrok követnek. Így a cselló hangolása pontosan egy oktávval van lejjebb a brácsához képest, egy oktávval és egy kvinttel a hegedűhöz képest.
A hegedűvel és a brácsával ellentétben, e hangszert játék közben a földre kell támasztani és ülve játszani rajta.
A csellónak szánt kották basszuskulcsban, esetleg tenorkulcsban (ez egy fajta C-kulcs), vagy esetenként violinkulcsban íródnak. A violinkulcsos írás elsősorban a barokk zene időszakában volt kedvelt, igaz ekkor a G-kulcsban leírtakat egy oktávval lejjebb kellett játszani.
Mély hangjai kitűnően betöltik a zenekari basszusszólam funkcióját. A magas regisztere pedig képessé teszi vezető dallamok játszására is. Mivel a csellistának bal kezével nem kell tartania a hangszerét, szabadabban mozoghat a hangszer fogólapján. Bár nagyobb távolságokat kell bejárnia a bal kéznek, mint mondjuk a hegedűnél, ez a cselló sajátos játéktechnikájával nem okoz nagyobb problémát.
A cselló a hegedű után a legdallamosabb vonós hangszer, amelynek hangja a legközelebb áll az emberi hanghoz.

## Etimológia
A cselló név az olasz violoncello (= kis violone) kifejezésből jön, ami utal a származására is: az idejétmúlt violonének a viola da braccio családból származó megfelelője. A magyar név egyébként téves; a cello egyszerűen csak a kicsinyítőképző a szóból.
A hangszert korábban (lásd lejjebb) basszushegedűnek hívták (németül: Bassvioline, Bassgeige, franciául: basse de violon ill. olaszul: basso di viola da braccio). Később a hegedű violoncino becézgetését kapta a hangszer. A violone (szó szerint nagy viola) mindig is azokat a hangszereket jelezte, amelyek nagyobbak és mélyebbek voltak a normál basszushangszereknél. Giulio Cesare Arresti 1665-ben íródott 12 triószonáta c. művében használja először a csellóra a kis violone megnevezést, amiből végül is kialakult a mai név.
Az eredeti magyar neve a kisbőgő. A gordonka eredete vitatott, talán az olasz nyelvből került át a magyarba. Manapság az előbbit szinte soha, az utóbbit viszont nagyon gyakran használjuk.

## A cselló története

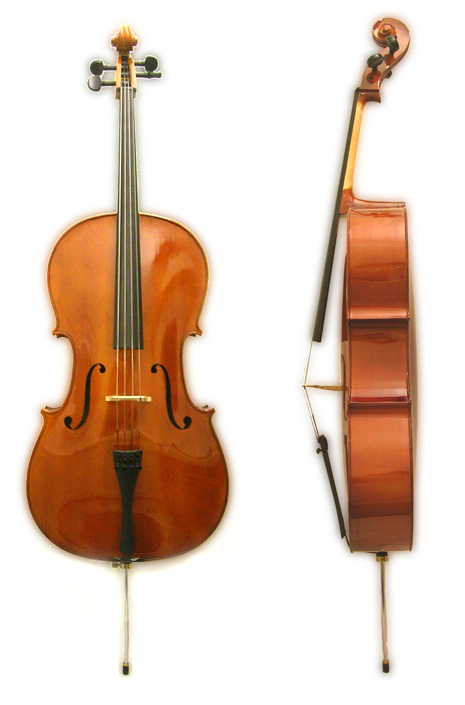
Cselló szemből és oldalról

Elterjedése a hegedűvel egy időben történt.
A gordonkát kezdetben F-c-g (ez még a viola da bracciók háromhúros szakaszából való), majd B1-F-c-g hangolással használták (ez a hangolás Angliában és Franciaországban egészen a 17. század végéig elterjedt volt).
Majd végül megjelent (és kb. 1730-tól Európa-szerte elterjedt volt már) a mai napig érvényes C-G-d-a hangolás. Ez köszönhető a fémmel körülfont bélhúrok megjelenésének is (eredetileg tisztán bélhúrokat használtak), amelynek helye Bologna volt, időpontja pedig 1660 körül. Ezáltal egy finomabb basszus hang jöhetett létre a hangszeren. A bolognai hangszerkészítők arra használták fel ezt az új találmányt, hogy kisebbítsék a hangszer méretét, amely ezáltal szólórepertoár megszólaltatására is alkalmassá válik hangja rezgésszámának növekedésével és a méret csökkenésének köszönhető egyszerűbb játékmódnak, amely által a virtuóz darabok megszólaltatása is lehetségessé válik. Persze lettek hátrányai is:  hangja pl. nem tette alkalmassá arra, hogy a továbbiakban is együttesekben egyedül ő töltse be a basszus szólamot, azóta kell a basszust duplázni egy másik cselló vagy később egy nagybőgő segítségével.
1700 körül az olasz játékosoknak köszönhetően a cselló Nyugat-Európában is elterjedt, ennek ellenére a viola da gambákat Franciaországban és Angliában még egy évszázadig használták. A hangszer mérete, neve és hangolása időtől és földrajzi elhelyezkedéstől függően változott. Ezek egységesítése 1730 és 1750 között ment végbe.
Mivel a cselló mint szóló- és basszushangszer egyaránt igen nagy népszerűségre tett szert, így a neves hegedűkészítők el is kezdtek ilyen hangszereket gyártani. Híresebb csellókészítők: Andrea Amati, Gasparo da Salo, Giovanni Paolo Maggini és Antonio Stradivari.
Az első mai napig fennmaradt csellót Andrea Amati építette 1572 körül. Itt már teljes mértékben érvényesültek a hegedű hatásai (tehát az összes, gambára utaló vonás eltűnt, a cselló egyébként a hegedű méreteinek kb. kétszerese). Ez már körülbelül a mai cselló paramétereivel rendelkezett.
A csellóból kifejlődött öthúros változat is, legalábbis Michael Praetorius fejében mindenképpen. Ez F1-C-G-d-a hangolással jött volna létre. Amúgy tényleg létrejött öthúros cselló, csak e húrral kiegészítve, a violoncello piccolo.
A cselló a 19. század elején, a hegedűhöz és a brácsához hasonlóan átment egy modernizáláson, mivel a két családtagjához hasonlóan az erősebb hang előállításának érdekében jobban megfeszítették a húrokat, így nőtt a húr tetőre mért nyomó- és a nyakra mért húzóereje, emiatt szerkezetileg is meg kellett erősíteni a csellót, azaz a nyakállás szögét (azaz a fogólap és a tető síkja által bezárt szög) megnövelték, vastagabb és hosszabb gerendát kapott a tető, a tető domborulatát is csökkentették. A régebbi hangszer ezeken kívüli eltérései a mai hangszerhez képest:
- az íveltebb fogólapú és eltérő formájú nyak (ez jobban passzolt a barokk basszusgerendához és húrozáshoz),
- a két lyuk a hangszer alján, ahova valamilyen madzagot lehetett befűzni (ezek a szállítás és a játék megkönnyítésére jöttek létre); manapság egy fém vagy rosszabb esetben műanyag rúd található, a tüske (amely egyébként a hangerő növelését is szolgálja, mivel bizonyos rezgések a földön keresztül is terjednek),
- régebben a húrok bélből voltak és csak a C, illetve G húr volt fémmel körülfonva; manapság a tisztán fémhúrok dominálnak,
- nem voltak finomhangolók.

A mai formáját és beosztását Tardieu francia abbénak tulajdonítják, aki (A Pallas nagy lexikona szerint) az egyik legnagyobb mestere, virtuóza is volt ennek az új hangszernek.
Érdekesség még Hermann Ritter viola bassája, amely a viola altánál kétszer nagyobb hangszer. Ritter ezt javasolta 1905-ös, új vonósnégyes-tervében. Azóta csak az elektromos csellót találták fel, illetve baritonhegedű néven van képviselője a hegedűoktettben is. Érdekes korábbi próbálkozások korábbról még a viola da spalla, viola pomposa és a violoncello piccolo.

### A csellóoktatás története
Nem sok tanulási célokra szánt anyag keletkezett a 18. század előtt, és azok is csak éppen hogy a legalapvetőbb dolgokat tartalmazták. A legkorábbi teljes csellóiskola valószínűleg Michel Corrette Méthode, thèorique et pratique. Pour Apprendre en peu de temps le Violoncelle dans sa Perfection c. alkotása (Párizs, 1741).
További híres csellótanárok a régi zene időszakából: Jean Louis Duport, Bernhard Romberg, Friedrich Dotzauer, Friedrich Kummer és Sebastian Lee.
A mai cselló nagy mesterei: a magyar Perényi Miklós, Susanne Hirzel, Hans-Peter Linde, Friss Antal, Egon Saßmannshaus, Gerhard Mantel, Werner Thomas-Mifune, Yo-Yo Ma és a már elhunyt Jacqueline du Pré.

### Cselló a komolyzenében
Irodalma a zongora, az orgona és a hegedű irodalma után a leggazdagabb. A csellót nagyrészt a komolyzenében alkalmazzák. Kezdetben csak a continuo szerepét töltötte be, de mára része a szimfonikus és vonószenekaroknak.
Ezen együttesekben a csellók száma hat és nyolc között mozog, de ritkább esetekben tizenkettő is előfordulhat. Általában a karmester és a közönség jobbján (a benne ülő játékosok szemszögéből a bal oldalon) foglalnak helyet a színpad elülső részén, az első hegedűvel szemben. Habár egyes zenekarok szeretik felcserélni őket a brácsákkal, hogy a csellisták üljenek középen, míg a külső rész a brácsásoké. A szólógordonkás ül az „első széken”, ő határozza meg a vonásnemeket, konzultál a többi vonósvezetővel, illetve a szólóállásokat játssza.
A csellók a zenekarok elengedhetetlen részei; mindenfajta zenekari műben találkozhatunk velük, és sok darabban találkozhatunk cselló(k)ra írt szólórész(ek)kel. Mivel ez egy basszus hangszer, általában a harmónia alapját kell nyújtaniuk, de sok esetben a dallamot is ők viszik. Természetesen léteznek csellóversenyek is. A gordonka azonban nemcsak a zenekarban és a kamarazenei művekben játszik nagy szerepet, hanem mint szólóhangszer is: a hegedű után ez a legtökéletesebb és legdallamosabb vonós.
A zenekarban is kezdetben continuóként funkcionált, később is csak Beethovennél (bár már Wolfgang Amadeus Mozart kései szimfóniáiban is megjelennek próbálkozások) vált szét a nagybőgőtől (addig ugyanazt játszották, a nagybőgő csak az oktávkettőzésre volt jó). Attól kezdve inkább a felső fekvését használják a hangszernek, és mint tenorhangszer funkcionál. Jó példa Franz Schubert Befejezetlen szimfóniájának főtémája.
Főbb zenekari szólók: Johannes Brahms 3., F-dúr szimfóniájának harmadik tétele, sok Pjotr Iljics Csajkovszkij-mű (például a Patetikus szimfónia második tétele), Antonín Dvořák 8. szimfóniájának kezdete, Claude Debussy Tenger című opusza, és még sok más mű. Felbukkan még Igor Stravinsky „Le sacre du printemps“ balettjének második darabjában, a fiatal lányok táncaként.

### Főbb művek csellóra

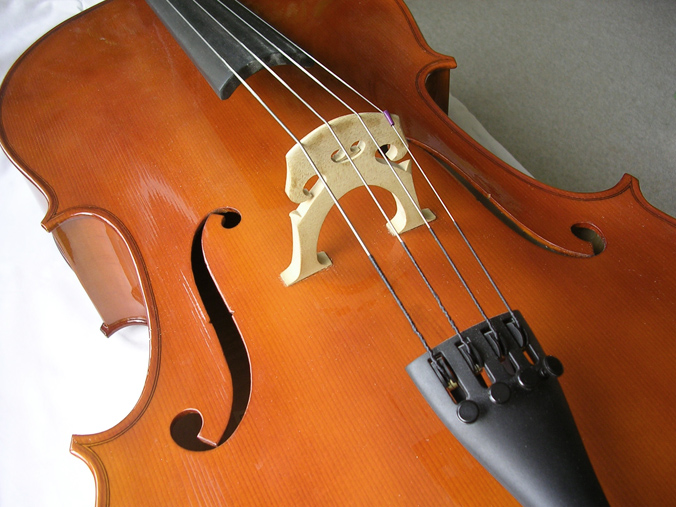
Cselló közelnézetből

#### Csellószóló
Elég sok szólógordonkára íródott darab keletkezett. Ezen művek egyik fénypontja a barokk kor, ahol megszámlálhatatlanul sok ilyen mű íródott, talán kompenzálásul azért, mert egyéb esetekben a hangszer csak a continuo szerepét tölthette be. A mai napig Johann Sebastian Bach Csellószvitjei a repertoár alapját képezik – ez a mű is a barokk korban keletkezett.
A műfaj népszerűségének másik csúcspontját a 20. században érte el. A magyar Kodály Zoltán Szonáta szóló csellóra és Benjamin Britten Kíséret nélküli szvitek csellóra című műve mellett a csellóirodalom szintén nagyon híres művei. Krzysztof Penderecki több szólóművet is írt: Capriccio per Siegfried Palm, Per Slava. Bernd Alois Zimmermann négy kis stúdiumot komponált rá. Aþk havasý címmel Frangis Ali-Sade írt szólóművet a hangszerre.

#### Csellózongora- ill.csembalókísérettel

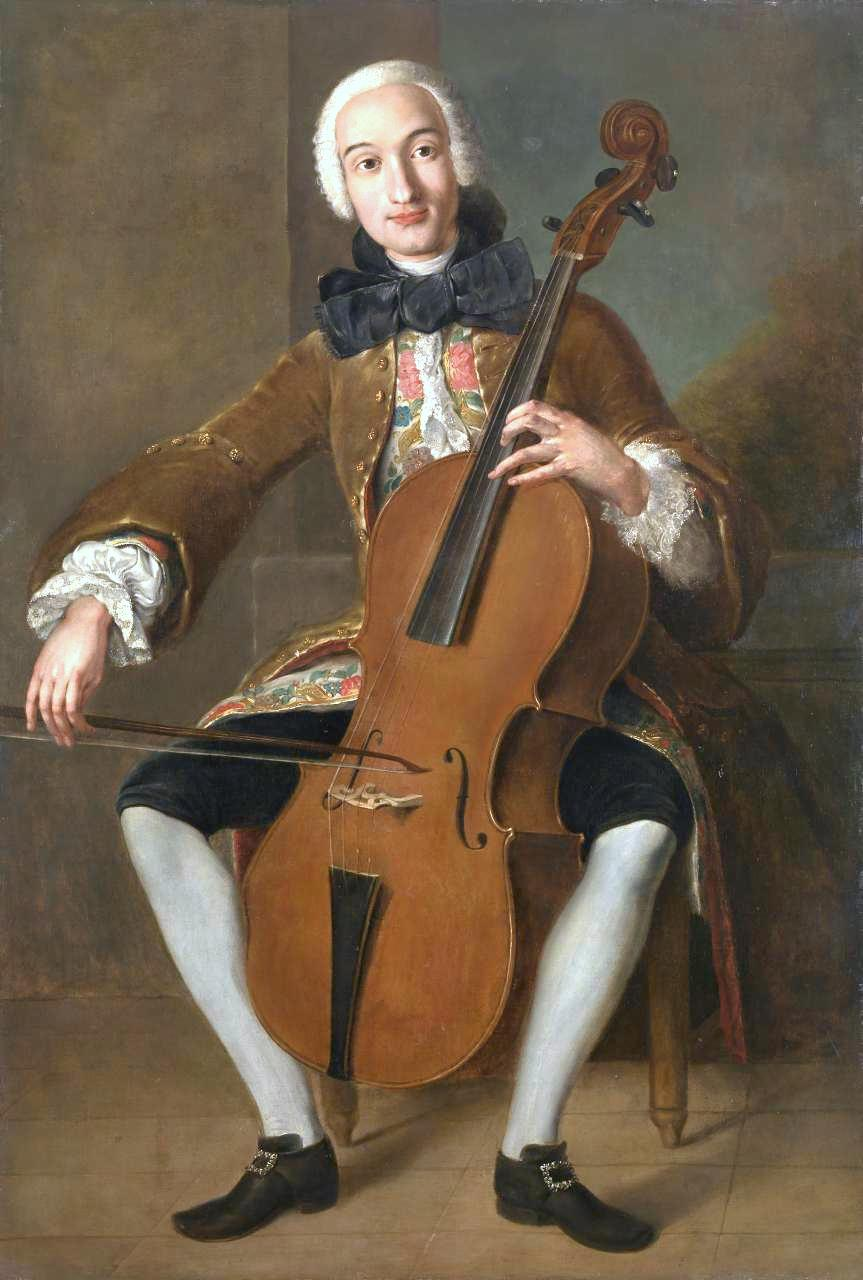
Luigi Boccherini csellózik (régi csellón: nincs rajta „tüske”), ismeretlen szerző műve

A csellószonáták fénykora a romantika volt, bár korábban, sőt a mai napig is készülnek ilyen kompozíciók, illetve azt megelőzően is készültek.
A szonáták kezdetben csak a magas hangszerekre, az 1650-es változás után is csak a gambákra íródtak művek, csellóra és fagottra csak elvétve. Ezen gambaműveket viszont manapság gyakran hallani gordonkán, mivel a gambák az 1750-es évek után fokozatosan kiszorultak a mindennapi használatból. Az első szerzők, akik szonátákat írtak csellóra: Giovanni Degli Antoni, Domenico Gabrielli, Giuseppe Jacchini és Evaristo Felice Dall'Abaco. A késő barokkban végül elég sok csellószonáta (cselló és continuo) íródott, talán Antonio Vivaldi által írottak kiemelendők.
A kora klasszikában élt Luigi Boccherini, aki több mint 40 csellószonátát írt (maga is csellista volt). Ludwig van Beethoven volt az, aki a szonáta újabb „verzióját” (dallamhangszer és zongora) először csellóra alkalmazta. Neki köszönhetően csak a 19. században, illetve a 20. század első felében több mint 150 ilyen mű keletkezett.
A romantikában a hegedű és zongora páros számított a vezető hangszer-összeállításnak, ennek ellenére jó pár cselló-zongora mű is keletkezett. Johannes Brahms két csellóra és zongorára komponált szonátát írt (amelyeket elsősorban a Beethoven: Hármasverseny inspirált). Camille Saint-Saëns szintén két cselló-zongora szonátát írt, míg Éduard Lalo és Ferdinand Heinrich Thieriot egyet-egyet, mellette több koncertdarabbal.
A 20. századra a hangszer megtartotta népszerűségét, és a sok virtuóznak (Pablo Casals, Misztiszláv Rosztropovitcs, Pierre Fournier, Yo-Yo Ma, Gregor Piatigorsky és társaik) köszönhetőn ebben az időszakban is sok mű keletkezett a hangszerre. Ligeti György, Bohuslav Martinů, Krzysztof Penderecki, Witold Lutosławski, Bernd Alois Zimmermann, Frangis Ali-Sade mind írtak a gordonka-zongora párosra.

#### Csellóversenyek
A versenymű a barokk korban alakult ki. A versenymű egyik atyja, Antonio Vivaldi 27 koncertet írt erre a hangszerre, ami a harmadik legtöbb (ennél csak hegedű- illetve fagottversenyt komponált többet). A cselló fontos szerepet játszik Johann Sebastian Bach Brandenburgi versenyműveiben, ill. a különböző concerto grossókban.
A klasszikus korban a kisebb szerzők (Giovanni Battista Cirri, Luigi Borghi, Domenico Lanzetti), ill. a mannheimi mesterek koncertjei mellett Boccherini 12 és Joseph Haydn két gordonkaversenye, illetve gordonkát is foglalkoztató sinfonia concertantéi tűnnek ki. Ezek nagy része a mai cselló-repertoár elengedhetetlen részeit képezik. Mai tudásunk szerint Mozart is írt egy csellóversenyt, de az elveszett; a csellót is foglalkoztató sinfonia concertantéját meg az első tétel közepénél abbahagyta. Beethoven a Hármasversenyével (hegedű-zongora-cselló) járult hozzá a csellóversenyek fejlődéséhez.
A romantikában a csellóversenyek igen kedveltek voltak. A főbb, illetve kevésbé ismert szerzők, mint Robert Schumann, Camille Saint-Saëns, Antonín Dvořák, Édouard Lalo, Eugen d’Albert, Edward Elgar és Max Bruch, ill. Ferdinand Thieriot mind írtak csellóversenyt vagy versenyműtételt, illetve csellóra és zenekarra írt darabokat.
A fentebb említett 20. századi virtuózoknak köszönhetően versenyművek is születtek szép számmal: Dmitrij Dmitrijevics Sosztakovics két csellóversenyt is írt Rosztopovicsnak, a Ligeti György, Bohuslav Martinů, Krzysztof Penderecki, Bernd Alois Zimmermann, Frangis Ali-Sade, Hans Werner Henze társaságból mindenki szerzett csellóversenyt.

#### Kamarazene csellóval
Az 1770 környékére kialakuló új vonós műfajok, a vonóstrió, a vonósnégyes, a vonósötös, a vonósszextett mind tartalmaz csellót. Viszonylag híresek Luigi Boccherini gordonkaduói. Emellett nagyon sokszor szerepel különböző összeállítású kamaraegyüttesekben. Az idők előrehaladtával mind furcsább szerepet kap, és egyre extrémebb hangszerekkel állítják össze – az 1950-es évek után természetesen akár már elektronikus eszközökkel is.

### Cselló a népzenében
Általában nem elengedhetetlen része a népzenei csoportoknak, bár szerepelhetnek benne. Erdély egyes vidékein, így Kalotaszeg néhány falvában, a cselló igenis meghatározó eszköze volt a népzenészeknek. Játékstílusát leginkább a kontra akkordírozó játékához lehet hasonlítani.
A magyar népi, népies muzsikálásnak is fontos kelléke a cselló. Sok cigányzenész valódi specialistája a gordonkának, amely nélkül egy cigányzenekart nem lehet elképzelni. Az ütőgardon az a magyar népi hangszer, amely formáját tekintve a gordonkát utánozza, bár játékmódja gyökeresen eltérő. Sőt egyes zenészek a cselló átalakításával nyerték az úgynevezett kávás gardont. Ezt úgy tették, hogy a hangszer lelkét eltávolították, a húrlábat egyenesre faragták és átformálták a húrozatot.

### Cselló a könnyűzenében

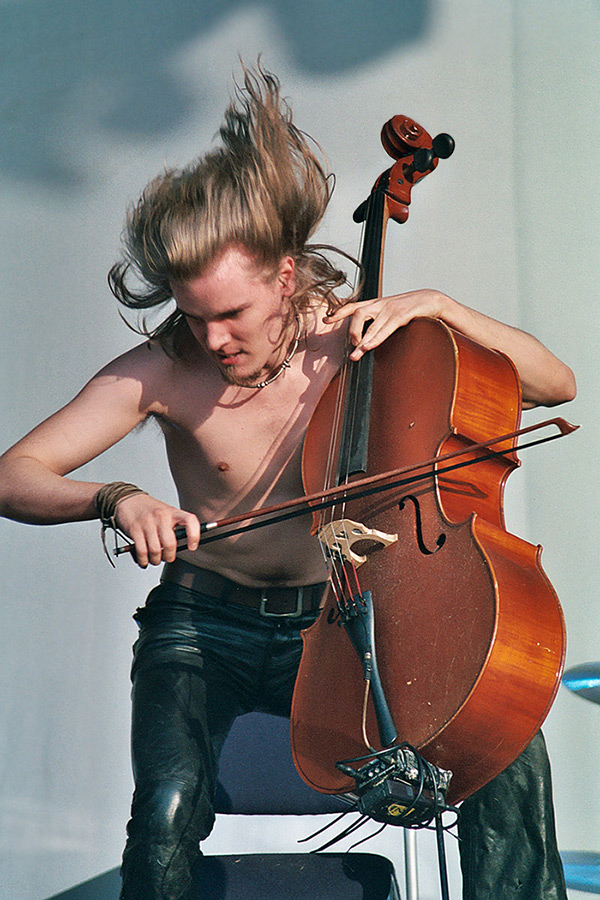
Apocalyptica (Perttu Kivilaakso)

A cselló kevésbé elterjedt a könnyűzenében, mint a komolyzenében, ennek ellenére néha előfordul. Nem része a standard zenekari felállásnak (kevésbé, mint a hegedű).
A Beatles volt az első változtató, ők a Eleanor Rigby és Strawberry Fields Forever számaikban alkalmazták. Az 1970-es években az Electric Light Orchestra „bitliszes” átiratairól lett híres, ugyanis egy cselló- és/vagy hegedűszólamot adtak hozzá a szokásos rockfelálláshoz.
Későbbi, tradicionálisan csellót használó csapat az Apocalyptica, egy finn csellistákból álló heavy metal banda. A Rasputina két hölgyből álló együttes, amely gót zenét játszik, és megemlítendő a Break of Reality. Ezen együttesek hozták létre az ún. cselló-rockot. A crossover együttesekben, így például a Bondban is találhatók csellisták.
A híres seattlei grunge csapat, a Nirvana is híres volt a csellók alkalmazásáról. A Cursive együttes is használt csellót a „The Ugly Organ” c. lemezükön. Az ún. kamarapop együttesek, mint például a Kronos Quartet és a Margot and the Nuclear So and So's is használnak csellót modern alternatív rockjukban.
Megemlítendő a kanadai Jorane (Jorane Pelletier), aki híres alternatív zenei stílusáról, így például arról, hogy képes csellózás közben is énekelni.
Emellett az Oasis csapat is csellót alkalmazott a slágergyanús „Wonderwall” nótájukban. A szám klipjében látszik is, hogy csellóznak.
A magyar együttesek közül a Color volt az első, amelyik csellószólammal tette színesebbé, teltebbé hangzásvilágát.

## A cselló felépítése

### Méretei, arányai
A cselló felépítése nagyban hasonlít a többi – már fentebb említett – vonós hangszer felépítéséhez, a hegedűéhez, a mélyhegedűéhez, és kismértékben a nagybőgőéhez. Eltérések elsősorban az eltérő hangolással összefüggésben a geometriai méretekben és arányokban vannak. A cselló nagyobb, mint a hegedű vagy a mélyhegedű, de kisebb, mint a nagybőgő.
|               | hegedű       | cselló       | arány   |
| ------------- | ------------ | ------------ | ------- |
| korpuszhossz  | 350 – 360 mm | 750 – 760 mm | 1 : 2,1 |
| menzúra       | 327 mm       | 695 mm       | 1 : 2,1 |
| kávaszélesség | 30 mm        | 111 mm       | 1 : 3,6 |

A cselló hangolása egy duodecimával (oktáv + kvint) mélyebb, mint a hegedűé, tehát az általa létrehozott hangok hullámhossza háromszorosa a hegedű megfelelő hangjainak. Ha ennek megfelelően lennének meghatározva a méretei, akkor egy nagybőgőhöz hasonló méretű hangszert kapnánk hatalmas menzúrával, amin csak nagyon nehézkesen lehetne játszani. Ehelyett a hangszer korpuszhosszúsága, menzúrája csak kb. kétszerese a hegedűének, viszont vastagsága három-négyszerese. Így a hangszer üregtérfogata jelentősen meg van növelve, ugyanakkor a viszonylag kis menzúra a balkéz számára könnyed játékot tesz lehetővé.
Amiatt, hogy a cselló hangolásához képest kicsi a tetőlapjának felülete, annak legmélyebb rezonanciahelye viszonylag magasan, 180 Hz körül van (a hegedűé 400 Hz), tehát a mély hangjainak csak második, legfeljebb első felhangját erősíti. Ebből adódik a cselló szólisztikus, basszusban kissé testetlen hangja. Ez az akusztikai sajátosság sajnos abban is közrejátszik, hogy a csellón jóval gyakrabban jön létre farkashang, mint más vonós hangszeren.
Még egy eltérés: a cselló menzúraaránya (a nyereg és a nyak kapcsolódási pontja közötti távolság, illetve ugyanezen pont és a láb közötti távolság aránya) más, mint a hegedűnél. Míg a hegedűnél ez kettő a háromhoz, addig a csellónál hét a tízhez. (A két távolság összegét, a nyereg és a láb közötti távolságot, vagyis a húr rezgő hosszúságát nevezik menzúrának.)

### Felépítése

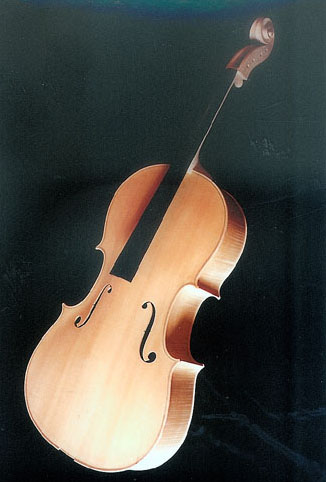
Cselló gyártás közben

Van elő- és hátlapja (750–760 mm hosszú), oldallapja (111 mm széles), lélekfája, húrtartója, ahonnan a húrok kiindulnak, végigfutnak a lábon, és a kulcstartóban található hangolókulcsokon végződnek (a húrok rezgő részének hossza 690 mm). A csellón álltartó – érthető okokból – nincs. A cselló vonója 710–730 mm hosszú.

### Alapanyagok
A cselló háta, oldallapja, nyaka a hangolófejjel hegyi juharból vagy ritkán nyárból vagy fűzből, a tető lucfenyőből készül. A fa típusának kiválasztása általában ugyanolyan elv alapján történik, mint a legtöbb vonós hangszer, ill. a zongora esetében. A fogólap és a kulcsok anyaga általában ébenfa, grenadilfa vagy valamilyen egyéb keményfa, mint a paliszander.
A húrok eredetileg nyúl- vagy báránybélből készültek (a népszerű sztorikkal ellentétben macskabélből nem). Ilyeneket manapság historikus zenekarok használnak, 18. századi, vagy korábbi darabokhoz. Ezek a húrok azonban könnyebben hangolódnak és szakadnak el, mint a modern fémhúrok. A modern húrok fémszálak, melyekre szintén fém van rátekercselve, hogy erősebb hangot érjenek el vele. A rátekercselés lehet rozsdamentes acélból is. Az olcsóbb húrok általában egyrétegűek és tömörek, és sokkal jobban ellenállnak a környezet viszontagságainak, viszont hangminőségük igen megkérdőjelezhető. Ezen kívül léteznek olyan húrok, amelyek bélalapra épülnek, kombinálva a kétfajta húr előnyeit.
A vonószőr napjainkban is hagyományosan a ló farkának szőréből készül, bár léteznek olcsóbb vonók, amelyeken valamilyen szintetikus anyag helyettesíti a szőrt. A vonókat általában meg kell gyantázni (egy fenyőgyantadarabot végig kell húzni a szőrön), azért, hogy a vonó vertikálisan ne csúszkáljon, illetve hogy a húrok jobban rezegjenek. Ez a cselló esetében különösen fontos, hisz' a vonó itt a gravitációs erő miatt hajlamos lefelé csúszni.

### Különböző méretű hangszerek
Az ideális játékhoz megfelelő méretű hangszerre van szükség, különösen a zenetanulás hosszú folyamatának elején. A felnőtt méretűt egészes csellónak nevezik. Létezik női egészes, amit neveznek hétnyolcadosnak is. Mivel a zenetanulást leggyakrabban már gyermekkorban elkezdik, így többféle méret kell, hogy kövesse a gyermek növekedését. A nyolcados és a negyedes elég ritka, kevesen kezdik 7-8 éves kor alatt a csellótanulást, elvétve látni csak ilyen apró csellókat. A növendékek általában feles csellóval találkoznak először, természetesen a kor, testmagasság szerint eltérő lehet a gyermekek hangszerigénye. A háromnegyedes már a végső, felnőtt csellóhoz készíti elő a növendéket.

## Csellókészítés
A barokk korban készítettek öthúros csellót is, C-É-Á-d-g, illetve C-G-d-á-é' hangolással.
Bach 6. csellószvitje állítólag ilyen öthúros csellóra készült.

## A cselló hangja
Ernst Chladni elmélete itt is megállja a helyét, miszerint a vonós hangszerek akusztikus viselkedését az elő- és hátlap határozza meg. A cselló rendkívül hajlékony, melodikus hanggal rendelkezik, talán ennek köszönheti azt a nagyon sok népszerű zenét, ami rá íródott.
A C-húr igen sötét hanggal rendelkezik, és igen sok erő kell a megszólaltatásához. A G-húrt használják a legtöbbet basso continuo esetén. A D-húr igen szép hanggal rendelkezik, a zenekarban sokszor használják ezt. Az A-húr a szólódarabokban szerepel, hangja hasonlít a brácsáéhoz.

## A csellózás
Csellózáskor jobb kézben a vonót tartjuk, a balt pedig a hangszer nyakára helyezzük, kerek ujjakkal. A csellista sok más vonóssal ellentétben nem tartja bal kezével a hangszert (ami súlya miatt nehézkes is lenne), játéka így sokkal szabadabb. A csellót a zenész két térdével tartja stabilan. Mindez rendkívül fontos. Ezért csellózni állva szinte lehetetlen, kivitelezése zsenialitást és odaadást igényel. Hangot úgy tudunk lejátszani, hogy a bal kézben az egyik ujjunkkal lenyomjuk az egyik húrt, a jobb kézzel pedig a vonót végighúzzuk a húron. (Ez nagyon egyszerűnek hangzik, de természetesen a valóságban mindez sokkal nehezebb, és évekig tartó gyakorlást igényel.)
A vibrálás (vibrato) a gitárral ellentétben nem a húr mozgatásából, hanem a bal kéz forgatásából ered; a zenész egy, a hangszer nyakára párhuzamos, a könyöke és a lenyomott ujjbegye között feszülő tengely mentén mozgatja az enyhén ívben álló alkarját fel-le. Ez a sinus-mozgású negyedhang-váltakozás adja a jellegzetes vibrálást, mely a zenei kifejezőeszközök egyike.
Emellett sok lehetőség adódik a hangok modulálására; például tonálás (piano-forte), különböző bonyolultabb vonótechnikák, fekvésváltások, lágyabb-erőteljesebb vibrato stb.
A cselló nagy hangterjedelmű hangszer. Pusztán a nyakon négy ún. fekvést különíthetünk el: ez azt jelöli, az ujjak mely hangokon helyezkednek el. Az első fekvésben az első ujj (mutatóujj) az üres húr utáni első hang (D, A, e, h), míg a negyedik ujj (kisujj) a következő húr hangja előtti hang (F, c, g, d). A következő fekvésben az ujjak egy hangot mennek felfelé (fizikailag lefelé), így a negyedik fekvésben már az első ujj megegyezik a következő húr üres hangjával. (Ez a hangolásban is segít.) Ezek után következik az ötödik fekvés, majd az ún. „hüvelykfekvések”. Ez azt jelenti, hogy a zenész (mivel már leért a nyakról) hüvelykujját a húrra támasztja és utána fekteti le az első ujjat. Ezeket a fekvéseket már nem számoljuk, alkalmazásuk bonyolult, nemcsak tanulást, de magas technikai tudást, tapasztalatot és ráérzést is igényel. A cselló húrjai technikailag majdnem a vonóig végig használhatók.
A többi technikai rész megegyezik a hegedűnél leírtaknál. Bár eltérések adódhatnak, mert például a csellón egy fekvésben maximum csak kvint távolságot léphetünk ujjainkkal. Természetesen a bal kéz helyzete és elhelyezkedése, az ujjak közti távolságok mind különbözőek.

## Felszerelés és karbantartás

### Hangfogó

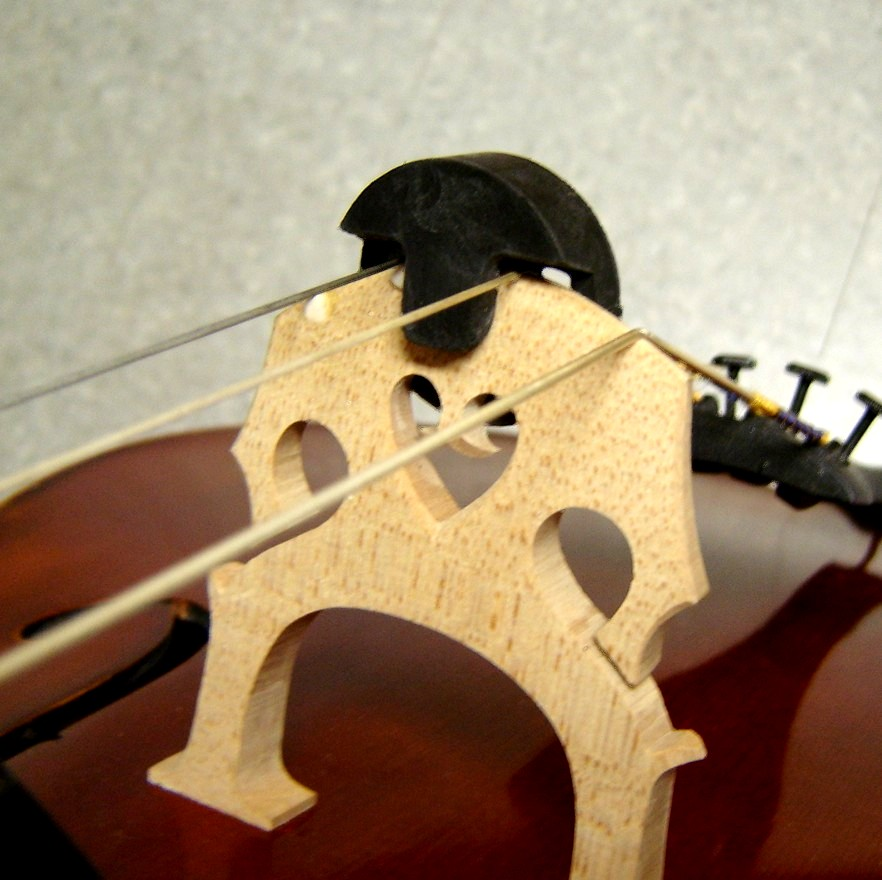
Hangfogó (szordínó)

Általában a két középső (D és G) húrra csatlakoztatják a híd és a húrtartó közötti részen. Ez a szerkezet megakadályozza, hogy a híd teljes erőből rezegjen, ezért a cselló hangja kissé „elbrácsásodik”, vagyis eltompul, ám ami a legfontosabb, hogy sokkal halkabb. Sokan arra használják, hogy csöndesen tudjanak gyakorolni.

### Húrok
A legtöbb csellista mindig tart magánál tartalékhúrokat, hogyha egy elszakad, akkor rögtön tudják pótolni. A húrokból általában készleteket tartanak; ez azt jelenti, hogy 4 db egyfajta, egy időben és egy módszer alapján gyártott húrt tartanak maguknál, így elkerülve, hogy a különböző húrok esetenként máshogy viselkedjenek. Általában ezeket a húrokat egy év használat után mindenképpen lecserélik.

### Karbantartás
A cselló csak ritkán igényel generáloztatást, nem úgy, mint például egyes fúvós hangszerek.
A hangszer testét egyszerűen a bútorok tisztításához is használt polírozóval tisztíthatjuk, míg a húrokat és a fogólapot tisztaszesszel.
Ha a vonón a szőr elhasználódik, akkor újraszőröztetést igényel. Néha-néha pedig a vonó farészéről szintén alkohol segítségével a felesleges gyantát eltávolíthatjuk.

### Hangolás
A csellót két módon is hangolhatjuk. Az egyik, radikálisabb eredményekhez vezető megoldás, ha a kulcsokat használjuk. Kisebb (tercen belüli) változtatásokhoz jók a „finomhangolók” is. Ezek „kis gombok” a húrtartón, amik forgatásával hangolhatjuk a hangszert.
A cselló esetében általában megtartják az összes finomhangolót, mert elég nehéz és időigényes lenne minden alkalommal kulccsal hangolni.
Elsőnek az A-húrt hangolják, hangvillához vagy zongorához. A többi húrt a tiszta kvint hangtávolságához képest hangolják be, tehát a jó hallásnak itt nagy szerepe van. Általában a csellót tanuló diákok 3-4 év után képesek egymaguk behangolni a hangszerüket. Ezenkívül szoktak még úgy is csellót hangolni, hogy a húr harmadához teszik az ujjukat, ilyenkor üveghangban a hegedű húrjainak hangját kapják meg. Ezen kívül csellón szokták a G-húrt is ellenőrizni, mivel itt az A a legmagasabb húr, és mire a hangolásban a C-ig eljutnak, addig az emberi fül már annyit tévedhet, hogy az már hallható különbség. Lásd még: hangmagasság.
Kodály Zoltán újítása a G és a C-húr fél hanggal lejjebb hangolása, ezzel kell eljátszani Szólószonátáját.

## Híres csellisták
- Banda Ede
- Faludi Judit
- Friss Antal
- Melis Béla
- Id. Mező László
- Onczay Csaba
- Perényi Miklós
- Starker János
- Várdai István
- Luigi Boccherini
- Pablo Casals
- Perttu Kivilaakso
- Sebastian Lee
- Julian Lloyd Webber
- Yo-Yo Ma
- Gregorij Pjatigorszkij
- David Popper
- Jacqueline du Pré
- Jakab Nóra Viktória